# Овен (зодия)
Вижте пояснителната страница за други значения на Овен.
Овен е първият от зодиакалните знаци в астрологията, свързван с едноименното съзвездие – Овен.
Съответства на диапазона от 0 до 30° от еклиптиката (окръжността на знаците в Зодиака) от точката на пролетното равноденствие (еклиптична небесна координатна система). 
Според тропическия зодиак, който е най-често използван от западната астрология, Слънцето преминава през знака Овен от около 21 март до около 19 април, в зависимост от датата на пролетното равноденствие през конкретната година.
Представянето на знака като овен се свързва с египетския бог Амон, а в гръцката митология – с овена със златното руно, на гърба на който Фрикс, синът на цар Атамант,  избягал от Беотия в Колхида, където овенът бил принесен в жертва на Зевс, а той го поставил на небето като съзвездие. Златното руно на овена било върнато в Тесалия от Язон, водач на аргонавтите.